# Allen Hill (Chemiker)
Hugh Allen Oliver Hill, genannt Allen Hill, (* 23. Mai 1937; † 30. Juli 2021) war ein britischer Biochemiker.
Hill studierte an der Queen’s University Belfast und war ab 1962 an der Universität Oxford, wo er 1965 Fellow des Queen’s College wurde. Er wurde Professor für bioanorganische Chemie in Oxford und Ehren-Fellow des Queen’s College und Wadham College in Oxford. 2004 ging er in den Ruhestand.
Hill brachte seinen Glukose-Sensor, der am Labor für anorganische Chemie in Oxford entwickelt wurde, in den 1980er Jahren auf den Markt. Das war ein frühes Spin-Off der Universität Oxford.
1990 wurde er Fellow der Royal Society, deren Royal Medal er 2010 erhielt für Pionierarbeiten in Protein-Elektrochemie, die diagnostische Tests des Blutzuckers und viele andere bioelektrochemische Assays revolutionierten (Laudatio). Außerdem war er Fellow der Royal Society of Chemistry (RSC). Sein Beitrag zu Glukosetests für Diabetiker wurde 2012 von der RSC als National Chemical Landmark geehrt. Er erhielt 1993 den Mullard Award der Royal Society, der an Personen vergeben wird, die neben herausragenden wissenschaftlichen Leistungen auch damit den kommerziellen Wohlstand Großbritanniens fördern.